# Gøtu Kirkja

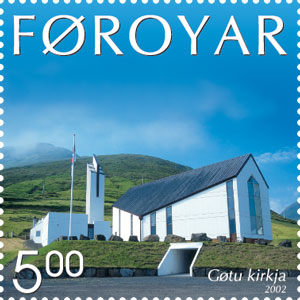
Möglicherweise ist es der ansprechendste zeitgenössische Kirchenbau der Färöer: Die neue Kirche in Gøta.

Gøtu Kirkja ist der moderne Kirchenbau in der Gemeinde Gøta/Färöer. Sie steht im Ort Gøtugjógv und wurde 1995 geweiht.
Die neue Kirche von Gøta wurde am 25. Juni 1995 von Bischof Hans Jacob Joensen im Beisein von Königin Margrethe II. und den nordischen Bischöfen eingeweiht. Sie gehört zum Pfarrbezirk der – ebenfalls hochmodernen – Fríðrikskirkjan in der Gemeinde Nes (Eysturoy). Wie dort ersetzt sie eine alte Holzkirche, die zu klein geworden war, um den Anforderungen der heutigen Gemeinde zu genügen.
Die Kirche mit ihren 270 Sitzplätzen wurde von der Firma Landsbyggifelagið entworfen und projektiert, während der Künstler Tróndur Patursson für die künstlerische Gestaltung zuständig war. 
Die Konstruktion des Glockenturms basiert auf drei Kreuzen, die die Kreuze auf Golgota symbolisieren. Die beiden Glocken der Kirche tragen folgende Inschrift: Eg ringdi yvir bygdir hvøll, eg kalli fólkið: komið øll (Ich läute über die Ortschaften, ich rufe die Menschen: kommt alle herbei). Wie auch bei der Christianskirkjan in Klaksvík steht der Turm isoliert vom Hauptgebäude.
Die Orgel von Verland Johannesen stammt aus dem Jahre 1973. Sie wurde ursprünglich für die Tórshavner Domkirche gebaut, jedoch später der Kirche von Gøta als Geschenk übergeben. Am 12. Oktober 1997 wurde sie offiziell in Gebrauch genommen. 

## Tróndur Paturssons Gesamtkunstwerk

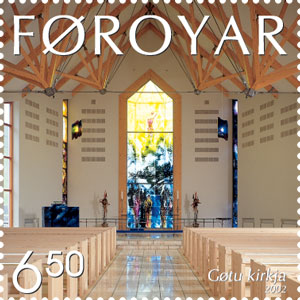
Tróndur Patursson gilt als einer der bedeutendsten färöischen Bildhauer und Glaskünstler. In der neuen Kirche von Gøta oblag ihm die komplette Innenausstattung. Die gläubige Sängerin Eivør Pálsdóttir ist hier Gemeindemitglied und tritt manchmal zusammen mit dem Kirchenchor in Erscheinung.

An der Decke hängen sechs Lampen, und an den Wänden befanden sich ursprünglich zwölf kleine und zwölf große Wandleuchten aus Glas. Die großen Wandleuchten sind jeweils mit einem Kreuz verziert. Die Zahl Zwölf hängt mit den zwölf Aposteln zusammen, den Stammvätern der christlichen Kirche, die sich wiederum auf die zwölf Stämme Israels und deren Stammväter, die zwölf Söhne Jakobs, beziehen. 
Der Künstler Tróndur Patursson ist in Kirkjubøur ansässig, wo man in der Domruine (Kirkjubømúrurin) zwölf Weihkreuze in der Mauer sehen kann. Zu vorreformatorischen Zeiten bestand ein Teil der römisch-katholischen Liturgie zur Kircheneinweihung darin, dass der Bischof zwölf Weihkreuze zeichnete und salbte. Meist wurden die Weihkreuze mit Kalkfarbe an die Kirchenwände gemalt, doch sie konnten auch wie in der Domruine von Kirkjubøur vorher an der Wand angebracht worden sein. Nach der Reformation wurde diese liturgische Tradition abgeschafft, doch wir können heute die zwölf Kreuze an den zwölf großen Wandleuchten wiederfinden. Diese haben allerdings keine Rolle bei der Einweihung der Kirche gespielt. 
Die Taufschale ist blau wie das Meer. Der Ständer der Taufschale ist flammenförmig, und bei der Taufhandlung werden die sieben Kerzen unter der Taufschale angezündet. Feuer ist ein Symbol für den Heiligen Geist. Johannes der Täufer sagt in Matt. 3,11: Ich taufe euch mit Wasser zur Buße; der aber nach mir kommt, ist stärker als ich, und ich bin nicht wert, ihm die Schuhe zu tragen; der wird euch mit dem heiligen Geist und mit Feuer taufen.
Das Glasmosaik im Chor ist in drei Teile unterteilt. Auf der linken Seite symbolisieren die hellen Farben in den beiden oberen Feldern die himmlische Herrlichkeit vor der Schöpfung. Im dritten Feld sieht man die Schöpfung: Adam und Eva. Im vierten Feld ist der Sündenfall zu sehen: Eva und die Schlange. Das fünfte Feld zeigt Chaos – Unordnung, Zerstörung und Untergang. 
Die mittlere Partie hinter dem Altartisch zeigt die Welt, in der wir leben. Die Farben des Fensters sind zunächst die gleichen wie im Chaosfeld links. Man sieht einen von einer Schlucht durchschnittenen Felsen. Links sind Menschen zu sehen, die über das Meer schauen und nach einem Boot Ausschau halten. Sie hoffen, dass es sicher den Hafen erreicht. In ihrem Ausschauhalten liegt eine doppelte Bedeutung: sie erblicken nicht nur das Boot, sondern auch Jesus – Hoffnung und Rettung. 
Auf der rechten Seite sieht man ebenfalls ein Boot, das auf einen Felsen zusteuert, über dem ein Licht scheint. Über der naturalistischen Deutung des Bildes hinaus kann man dies auch im Zusammenhang mit dem mittleren Fenster sehen, nämlich als das von Gott in die Welt gesandte Licht. 
Das Bild von Jesus lässt sich zweifach deuten. Unmittelbar kann man es als den Gekreuzigten betrachten, wobei man jedoch nicht das Kreuz sieht. Auf den zweiten Blick sieht man nicht länger das Dunkel von Karfreitag, sondern das österliche Licht, das uns entgegenströmt.